# Малурі
Малурі (рум. Maluri) — село у повіті Вранча в Румунії. Входить до складу комуни Вултуру.
Село розташоване на відстані 163 км на північний схід від Бухареста, 25 км на південний схід від Фокшан, 48 км на захід від Галаца, 142 км на схід від Брашова.

## Населення
За даними перепису населення 2002 року у селі проживали 696 осіб, усі — румуни. Усі жителі села рідною мовою назвали румунську.